# Тюлюш, Сайын-Белек Михайлович
Сайын-Белек Михайлович Тюлюш (род. 28 сентября 1984) — мастер спорта международного класса по борьбе сумо, «Чаан моге» Республики Тыва. Член сборной России на Всемирных играх кочевников (2018, Кыргызстан). Призёр чемпионата мира по сумо (2018, Тайвань).

## Биография
Родился 28 сентября 1984 года в с. Амдайгын Овюрского района. До 9 класса учился в школе с. Ак-Чыраа Овюрского района. Так как родители по месту работы переехали в с. О-Шынаа Тес-Хемского района его школьные годы прошли в с. О-Шынаа. В 2010 году Сайын-Белек Михайлович поступил на заочную форму обучения факультета физической культуры и спорта Тувинского государственного университета и в 2016 году успешно закончил, получив специальность «Физическая культура», квалификацию «педагог по физической культуре».

## Семейное положение
Женат, воспитывает троих несовершеннолетних детей.

## Профессиональные спортивные достижения по национальной борьбе «Хуреш»
По представлению уполномоченного органа исполнительной власти Республики Тыва в области физической культуры и спорта и Федерации тувинской национальной борьбы «Хүреш» Республики Тыва за показанные результаты на празднике «Наадым» Указом Председателя Правительства Республики Тыва присвоено почетный титул по тувинской национальной борьбе «Хүреш» «Арзылаң Мөге» Республики Тыва,- 2010 г.;
- Победитель большого праздника животноводов «Наадым» по национальной борьбе «Хүреш» в честь 100-летия присоединения Тувы к России. Вручено звание «Борец 2014 года»;
- Победитель большого праздника животноводов «Наадым» по национальной борьбе «Хүреш» — 2016 г.,
- в честь празднования 65-летия Победы в Великой Отечественной войне удостоен почетного титула по национальной борьбе «Хүреш» «Чаан моге» Республики Тыва,- 2016 г;
- Победитель большого праздника животноводов «Наадым» по национальной борьбе «Хүреш» — 2017 г.,

## Профессиональные спортивные достижения по борьбе «Сумо»
- 3-хкратный чемпион Европы по сумо — 2016 г., 2017 г., 2018 г.;
- бронзовый призёр Чемпионата мира по сумо 2018 г[2].

## Звания и награды
За многолетний добросовестный труд в области физической культуры и спорта Республики Тыва награждён:
- нагрудным знаком «Отличник физической культуры Республики Тыва» — 2014 г.;
- нагрудным знаком «За доблестный труд» — 2016 г.;
- присвоено Мастер спорта международного класса по борьбе сумо — 2017 г.;
- Медалью Республики Тыва «За заслуги перед Республикой Тыва» — 2024 г.[3]